# Шестовское (Ярославская область)
В Ярославской области есть деревня Шестовская — в Некоузском районе
Шесто́вское — деревня в Шашковском сельском округе Назаровского сельского поселения Рыбинского района Ярославской области. В состав деревни включено бывшее село Николо-Колокша, расположенное в восточной части, рядом с руинами церкви.
Деревня расположена на правом, северном берегу реки Колокши, ниже устья правого притока реки Ягношки. Шестовское наиболее крупная деревня в среднем и верхнем течении Колокши, а в настоящее время она и единственная обитаемая деревня в округе. Ниже её по правому берегу Колокши необитаемые Селезнево, Борзово и лежащие по правому притоку Сороке Варварино, Сорокино, по левому берегу также необитаемые Чернышево и Сыроежино; вверх по течению, по правому берегу также необитаемое Ивановское, выше Рыбинский район заканчивается и начинается Тутаевский район. Дорога от Шестовского в южном направлении длиной около 6 км выходит на деревню Мартюнино и далее к центру сельского округа Шашково.
Деревня вытянулясь вдоль Колокши, в её восточной части, над устьем Ягношки находятся руины Знаменской церкви, постройки не ранее 1782 года. В этой церкви до ареста в 1936 году служила псаломщицей Святая преподобномученица Анна Рыбинская.
Село Шестовское указано на плане Генерального межевания Романовского уезда 1790 года. После объединения уездов в 1822 году Шестовское относилось к Романово-Борисоглебскому уезду. В 1930—1936 годах в ней действовал колхоз имени Кирова. В селе Николо-Колокша в те же годы действовал колхоз имени 1 Мая.

## Население
| 1859 | 1914 | 2002 | 2007 | 2010 |
| ---- | ---- | ---- | ---- | ---- |
| 27   | ↗115 | ↘21  | ↘12  | ↘9   |

## Достопримечательности
В деревне расположена недействующая Церковь иконы Божией Матери "Знамение" (1782).